# LinkedIn
LinkedIn (/lɪŋktˈɪn/) este o platformă de socializare axată pe afaceri și locuri de muncă care funcționează pe site-uri web și aplicații mobile. A fost lansată pe 5 mai 2003. Din decembrie 2016, este o subsidiară deținută în totalitate de Microsoft. Platforma este folosită în principal pentru rețele profesionale și dezvoltarea carierei, și permite solicitanților de locuri de muncă să își posteze CV-urile și angajatorilor să posteze locuri de muncă. Din 2015, cea mai mare parte a veniturilor companiei a provenit vânzarea accesului la informații despre membrii săi către recrutori și profesioniști de vânzări.  LinkedIn are peste 970 de milioane de membri înregistrați din peste 200 de țări și teritorii.
LinkedIn permite membrilor (atât lucrătorilor, cât și angajatorilor) să creeze profiluri și să se conecteze între ei într-o rețea socială online care poate reprezenta relații profesionale reale. Membrii pot invita pe oricine (indiferent dacă este sau nu un membru existent) să devină o conexiune. LinkedIn poate fi folosit și pentru a organiza evenimente offline, a se alătura unor grupuri, a scrie articole, a publica postări de muncă, a posta fotografii și videoclipuri și multe altele.

## Istorie

### Înființare până în 2010
Compania a fost fondată în decembrie 2002 de Reid Hoffman și membrii echipei fondatoare de la PayPal și Socialnet.com (Allen Blue, Eric Ly, Jean-Luc Vaillant, Lee Hower, Konstantin Guericke, Stephen Beitzel, David Eves, Ian McNish, Yan Pujante, Chris Saccheri). La sfârșitul anului 2003, Sequoia Capital a condus investiția din seria A în companie. În august 2004, LinkedIn a ajuns la 1 milion de utilizatori. În martie 2006, LinkedIn și-a atins prima lună de profitabilitate. În aprilie 2007, LinkedIn a ajuns la 10 milioane de utilizatori. În februarie 2008, LinkedIn a lansat o versiune mobilă a site-ului.

### 2011 până în prezent
Pe 13 iunie 2016, Microsoft a anunțat că va achiziționa LinkedIn pentru 196 USD pe acțiune, o valoare totală de 26,2 miliarde USD și cea mai mare achiziție făcută de Microsoft până în prezent. Achiziția ar fi o tranzacție finanțată din datorii, în totalitate în numerar. Microsoft ar permite LinkedIn „să-și păstreze marca, cultura și independența distincte”, Weiner rămânând în funcția de CEO, care va raporta apoi CEO-ului Microsoft, Satya Nadella. Analiștii credeau că Microsoft a văzut oportunitatea de a integra LinkedIn cu suita sa de produse Office pentru a ajuta la integrarea mai bună a sistemului profesional de rețea cu produsele sale. Acordul a fost finalizat pe 8 decembrie 2016.